# Рикардо Патрезе
Рикардо Патрезе (на италиански: Riccardo Patrese) е италиански пилот от Формула 1.
Роден е на 17 април 1954 година в Падуа, Италия.
Рекордьор със своите 257 старта във Формула 1 в 17 сезона до 2008 г., когато е изпреварен от Рубенс Барикело.
Патрезе прави своя дебют през 1977 година с тима на „Шадоу“. През 1982 година печели своята първа победа в старта за Голямата награда на Монако. Цели 7 години го делят от следващата му победа. Тя идва през 1990 година в старт за Голямата награда на Сан Марино. Печели я с тима на „Уилямс“.
През 1993 г. преминава в „Бенетон Ф1“, като в края на сезона прекратява дългата си кариера на Пилот от Формула 1.

## Ранна кариера
Роденият в Падуа, Венето Патрезе започна кариерата си в картинг състезания. Той спечели Световния шампионат по картинг през 1974 г., след което получи оферта да кара във Формула Италиа за следващата година, където завършва втори. През 1976 г. Рикардо премина през Европейската Формула 3, печелейки шампионата, а през следващата година участва във Формула 2, преди да направи своя дебют във Формула 1 с отбора на Шадоу, около средата на сезона.

## Формула 1

### Шадоу и Ероуз (1978 – 1981)
Дебюта на Патрезе във Формула 1 стана в ГП на Монако 1977, след като отбора бе принуден да смени пилотите, след като Ренцо Дзордзи имаше финансови проблеми. През този сезон той постига и първите си точки с 6-о място във Фуджи. През следващата година Джаки Оливър, шеф на Шадоу напуска тима, за да сформира отбора на Ероуз като взима Патрезе със себе си.
През 1978 вече в новия си отбор, Патрезе имаше възможност да спечели ГП на Южна Африка, преди да получи повреда в двигателя, 15 обиколки до финала. По-късно през сезона, италианеца е въвлечен в инцидент с Джеймс Хънт и други пилоти, в това число Рони Петерсон на старта на ГП на Италия. Макар контузиите на шведа да не са били живото-затрашаващи, той почива ден след състезанието от емболизъм. По заповед издадена от Организацията на Гран При пилотите, на Патрезе му е забранено да участва на следващото състезание в Уоткинс Глен. След инцидента Хънт обвинява Патрезе, заради това че италианеца е причинил катастрофата, като зрителите по ББС, често чуват острите коментари на Хънт към Патрезе, всеки път когато италианеца е в обектива на камерите през периода 1980 – 1993. Британеца смята че Патрезе е причината Макларън-а на Хънт и Лотус-а на Петерсон да се докоснат, но Рикардо отвръщаа при това успешно. Според италианеца той вече е бил напред от двойката, преди самият инцидент да се случи. Патрезе е оневинен от съда през 1981, за сметка на участието на Хънт за смъртта на Петерсон. През 1979 Патрезе влизая в точките само един път, преди да постигне първия си подиум в Лонг Бийч, на следващата година и още два през 1981.

### Брабам (1982 – 1983)
Патрезе преминава в отбора на Брабам като съотборник на световния шампион за 1981, Нелсън Пикет. След неубедително начало, той постига и първата победа в неговата кариера. Това се случва в шестия кръг в Монако, след като петима пилоти отпадат от първа позиция. Италианеца взима лидерството след като Ален Прост катастрофира на шикана в опита за затвори Ероуз-а на Мауро Балди, преди да го загуби след завъртане на следващата обиколка. Дидие Пирони, Андреа де Чезарис и Дерек Дейли отпадат на последната обиколка, което дава шанс на Патрезе отново да си върне лидерството, превръщайки го в крайна победа. Следва второ място в Монреал и пето в Дижон, както и трето място в Лонг Бийч преди това, за да завърши сезона 10-и с 21 точки.
1983 не е така убедителна за Патрезе. От 15 състезания само в пет е завършил, две от тях на подиума, трети в Хокенхайм и първи в Киалами, където съотборника му Пикет взима втората си световна титла.

### Алфа Ромео (1984 – 1985)
Преминаването му в Алфа Ромео, не е най-доброто за Патрезе. В двата си сезона като пилот на италианския отбор, изпълнен със слаби резултати и чести отпадания (повечето поради механически повреди), той е на подиума в Монца и две завършвания в точките в Киалами и Нюрбургринг.
Болидът 184T, е надежден за Патрезе и съотборникът му Еди Чийвър по време на квалификация, но ограниченията на горивото, ги лишава от по-добри резултати. Последствие 185T е катастрофален, до момента в който отбора е принуден да използва подобрена версия на миналогодишния болид 184T. Макар подобрената версия да дават по-добри резултати, Патрезе определя 185T като „Най-лошата кола която съм карал“.

### Втори период в Брабам (1986 – 1987)
През 1986 Патрезе се върна в предишния си отбор Брабам заедно със сънародника си Елио де Анджелис, но отбора често се намира в средата на колоната. Отново следва два сезона без победи, макар БМВ, които задвижват болидите на Брабам, да са най-мощния двигател в колоната. Въпреки това Патрезе никога не е критикувал публично отбора, и получава доверието си в течение на спорта поради неговият професионализъм.

### Уилямс (1987 – 1992)
Към края на сезон 1987 Патрезе получава нов шанс. След като Найджъл Менсъл не може да участва поради контузии, причинени от катастрофата му по време на ГП на Япония, от Уилямс ангажират Патрезе да го замени в ГП на Австралия. Патрезе отдавна е подписал договор с тима да замени заминаващия си Нелсън Пикет и благодарение на Бърни Еклестоун италианеца е свободен да участва с Уилямс в последната надпревара от сезон 1987.
Сезон 1988 е кошмарен за Уилямс. Изнервени от управлението на екипа Хонда разтрогва споразумението за доставка на двигатели и от екипа са принудени да използват 3.5-литров атмосферен V8 двигател на Джуд. Менсъл и Патрезе се борят с ненадеждния FW12. В Испания Патрезе е глобен с 10 хиляди долара за инцидент с пилота на Тирел Джулиън Бейли. Завършва сезона на 11-о място с 8 точки.
За сезон 1989 Уилямс сменят Джуд с Рено, завърнали се в спорта след кратко отсъствие. Патрезе води в своята 176-а надпревара, което го прави най-опитния пилот в историята на спорта. Въпреки че не взима победи през сезона за разлика от съотборника му Тиери Бутсен, Патрезе стъпва на подиума 6 пъти, като това е най-силния му сезон от 1983 година насам. В следващия сезон той печели ГП на Сан Марино – първа победа от 1983 насам. Това е и единственото му качване на подиума.
По време на сезон 1991 Менсъл отново си партнира с Патрезе в Уилямс. Новия Уилямс FW14 Рено е най-силния и най-технологично развития болид през втората половина на сезона и Патрезе печели в Мексико и Португалия и завършва 3-ти в крайното класиране зад Сена и Менсъл.
Сезон 1992 минава под знака на Уилямс-Рено. Патрезе печели в Япония, но се оказва излишен в отбора. Подписва с Бенетон за следващия сезон

## Тимове
- Брабам: 61 старта (1982 – 1983, 1986 – 1987)
- Алфа Ромео: 32 старта (1984 – 1985)
- Уилямс: 81 старта (1987 – 1992)
- Бенетон: 16 старта (1993)